# Hold-up à Saint-Trop'
Hold-up à Saint-Trop' est un film français réalisé en 1960 par Louis Félix et sorti en 1963.

## Fiche technique
- Titre : Hold-up à Saint-Trop'
- Autre titre : Les Play-boys
- Réalisation : Louis Félix
- Scénario : Louis Félix, Jean Manusardi et Gilles Siry
- Photographie : Marcel Combes
- Son : René Renault
- Montage : Linette Nicolas
- Musique : Daniel White
- Société de production : K.L.F.
- Pays de production :  France
- Durée : 110 minutes
- Date de sortie : France - 24 juillet 1963

## Distribution
- Béatrice Altariba
- Michel Barbey
- Jean-Marie Rivière
- Barbara Sommers
- Jacques Richard
- Sylvia Sorrente
- Catherine Candida
- Max Montavon